# بهرام وطن‌پرست
حسنعلی وطن‌پرست با نام هنری بهرام وطن‌پرست (متولد ۱۳۲۰ تهران) بازیگر اهل ایران است. 
وی از دانشکدهٔ هنرهای دراماتیک دانشگاه تهران فارغ‌التحصیل شده‌است. در سال ۱۳۴۰ به همراه گروه شاهین سرکیسیان فعالیت در تئاتر شروع نموده‌است.

## نمایش‌ها
بازی بی خرف شماره یک، بکت پنج، دیار خاموشان، روزنه آبی، زنگوله‌ها، شبی در حلبی آباد، صندلی را کنار پنجره بگذاریم و …، عبادتی بر مصیبت حسین منصور حلاج، ویس و رامین، هفت درباری،
بعد از انقلاب: گنج قارون نمی خوام، ...

## فیلمشناسی
- تپلی (فیلم ۱۳۵۱) (۱۳۵۱)
- خانواده سرکار غضنفر (۱۳۵۱)
- زن باکره (۱۳۵۲)
- شورش (فیلم ۱۳۵۲) (۱۳۵۲)
- آقای جاهل (۱۳۵۳)
- ابرمرد (فیلم) (۱۳۵۳)
- سلام بر عشق (فیلم ۱۳۵۳) (۱۳۵۳)
- پاشنه طلا (۱۳۵۴)
- خداحافظ کوچولو (۱۳۵۴)
- دزد سوم (۱۳۵۴)
- فاصله (۱۳۵۴)
- هوس (فیلم) (۱۳۵۴)
- پاک‌باخته (فیلم ۱۳۵۵) (۱۳۵۵)
- شهر شراب (۱۳۵۵)
- تازه عروس (۱۳۵۶)
- جانی و تپل (۱۳۵۶)
- فری دست قشنگ (۱۳۵۶)
- میهمانان هتل آستوریا (١٩٨٩)

## تلویزیونی
- طلاق (۱۳۵۵)